# Centre Memorial de la Resistència alemanya
El Centre Commemoratiu de la Resistència Alemanya és un museu de Berlín inaugurat el 1989, que conté una exposició permanent que mostra les diverses iniciatives individuals o de grups en contra del règim nacionalsocialista a l'Alemanya de Hitler (1933-1945). La fundació que gestiona el centre també administra altres espais commemoratius a Berlín, com l'antiga presó nazi de Plötzensee, el Museu-taller Otto Weidt i el Centre Commemoratiu dels Herois Silenciosos.
El Centre Commemoratiu de la Resistència Alemanya està situat al districte berlinès de Mitte, a l'antic edifici de l'Alt Comandament de l'Exèrcit on l'any 1944 es produí un intent de cop d'Estat en contra del règim nacionalsocialista. Al pati de l'edifici van ser afusellats els oficials que van participar en l'intent de derrocar el govern d'Adolf Hitler.